# Noureddine Bounâas
Noureddine Bounâas (ar. كمال قادري; ur. 18 października 1965 w Konstantynie) – algierski piłkarz grający na pozycji lewego obrońcy. W swojej karierze rozegrał 8 meczów i strzelił 1 gola w reprezentacji Algierii.

## Kariera klubowa
Swoją karierę piłkarską Bounâas rozpoczął w klubie CRE Constantine. W sezonie 1985/1986 zadebiutował w nim w drugiej lidze algierskiej. W 1987 roku przeszedł do MO Constantine, z którym w sezonie 1987/1988 awansował z drugiej do pierwszej ligi. W sezonie 1990/1991 wywalczył z nim mistrzostwo Algierii. W 1993 roku został zawodnikiem CS Constantine. W sezonie 1996/1997 został z nim mistrzem Algierii, a po tym sukcesie zakończył karierę.

## Kariera reprezentacyjna
W reprezentacji Algierii Bounâas zadebiutował 31 grudnia 1989 w zremisowanym 0:0 towarzyskim meczu z Senegalem, rozegranym w Dakarze. W 1990 roku został powołany do kadry na Puchar Narodów Afryki 1990. Na tym turnieju był rezerwowym i nie rozegrał żadnego meczu, ale z Algierią wywalczył mistrzostwo Afryki. Od 1989 do 1991 roku rozegrał w kadrze narodowej 8 meczów i strzelił 1 gola.